# Asplenium liberiense
Asplenium liberiense är en svartbräkenväxtart som beskrevs av Louis Otto Kunkel. Asplenium liberiense ingår i släktet Asplenium och familjen Aspleniaceae. Inga underarter finns listade.